# Grândola, Vila Morena
Pistes de Cantigas do Maio
Cantar Alentejano Maio Maduro Maio
Grândola, Vila Morena est une chanson composée et chantée par José Afonso, choisie par le Mouvement des Forces armées (MFA) comme deuxième signal pour lancer la rébellion des militaires, déclenchant le début de la révolution des Œillets le 25 avril 1974. La chanson, révolutionnaire avant l'heure, devient l'hymne de la Révolution. Elle a été écrite et enregistrée en octobre 1971, après une visite à la Sociedade Musical Fraternidade Operária Grandolense de Grândola, dans l'Alentejo. La chanson est parue sur l'album Cantigas do Maio réalisé par José Mário Branco, enregistré à Hérouville en France et sorti en décembre de la même année. Bien qu'elle n'ait pas été initialement conçue comme une chanson de protestation, les modifications apportées au moment de l'enregistrement lui ont conféré un message hautement politique dans le contexte de la dictature de l'Estado Novo. Grândola, Vila Morena est devenue un symbole de lutte populaire et un patrimoine national, amplement connu dans la société portugaise.

## Histoire

### Contexte
Depuis la fin des années 1960 existe au Portugal un mouvement d'artistes populaires et engagés, majoritairement de gauche, souhaitant contribuer au développement de la conscience politique à travers la chanson. La culture de la chanson populaire en général revêt une importance et un essor particuliers au Portugal pour plusieurs raisons : le Portugal, en tant que pays largement agraire, peu industrialisé et peu affecté par la culture de masse moderne, possédait une culture musicale populaire riche et intacte dont les compositeurs pouvaient s'inspirer. D'autre part, la forme de chanson considérée comme typique du Portugal urbain est le fado, rendu internationalement célèbre par Amália Rodrigues, une musique de lamentation plutôt sombre et mélancolique, qui évoque le bonheur du passé et dont la posture fataliste s'oppose à tout engagement politique orienté vers l'avenir. La chanson, qui a une tradition populaire, se prête à être un support artistique rassembleur, dans un pays où, au milieu des années 1970, plus de 30 % de la population ne savait encore ni lire ni écrire. Contrairement à la « littérature » au sens traditionnel, réservée à une élite, la chanson touche l'ensemble des couches de la population. Toutefois, l’occasion décisive provient de la situation politique d’oppression contre laquelle les jeunes artistes portugais ont élevé la voix dans les années 1970. Pendant quarante ans, le pays a été gouverné par la dictature fasciste d'António de Oliveira Salazar, qui a dilapidé le potentiel économique et humain du pays, sérieusement affaibli par une guerre coloniale en Afrique. L'expression ouverte d'opinions critiques, par exemple dans des livres et dans la presse, n'était pas autorisée par la censure et par l'omniprésence de la police secrète du PIDE. L’un des rares moyens d’exprimer son mécontentement et son espoir de changement fut une chanson chantée spontanément ici et là. Dans le processus qui a conduit à la révolution des Œillets du 25 avril 1974, la chanson politique a joué un rôle important. José Afonso, aussi connu sous le nom de Zeca Afonso, a passé plusieurs années dans les prisons politiques de l'Estado Novo et, une fois sa peine accomplie, a écrit, chanté et donné des concerts, tout en enregistrant des disques clandestins ou fortement censurés. Son nom a été interdit dans les journaux et, pour échapper à la censure, son nom épelé à l'envers, « Esoj Osnofa », a été utilisé.

### Création
La chanson a été composée en 1964, après un petit concert de José Afonso dans le petit village de Grândola, dans l'Alentejo, où il a été bien accueilli par la Sociedade Musical Fraternidade Operária Grandolense, qui incarnait l'opposition locale à la dictature. Le mouvement des chanteurs d’intervention est devenu, au fil des années, un élément important de l’opposition à la dictature du début des années 1960. Le « Printemps marceliste », soutenu par les secteurs les plus conservateurs et réactionnaires, aboutit à un fort durcissement de l'appareil répressif, dans un contexte de radicalisation du mouvement ouvrier et un climat international influencé par Mai 1968 en France, la révolution cubaine et la révolution chinoise, et le PCP – principal et plus ancien parti d’opposition – voit son hégémonie dans l’opposition contestée dans une certaine mesure. Le poème ne devient une chanson qu'en octobre 1971, étant le cinquième morceau de l'album Cantigas do Maio, avec des arrangements et la direction musicale de José Mário Branco, enregistré à Hérouville en Vexin, en France, et sorti en décembre de la même année. Même si la chanson n’a pas été initialement conçue comme contestataire, les modifications apportées au moment de l’enregistrement lui confèrent un message éminemment politique dans le contexte dictatorial. Zeca Afonso commence à écrire la chanson à Saint-Jacques-de-Compostelle (capitale de la Galice, en Espagne) le 10 mai 1972. En 1973, elle est publiée chez Orfeu.

### Première Rencontre de la chanson portugaise
Presque un mois avant le 25 avril 1974, le 1er Rendez-vous de la chanson portugaise a lieu au Coliseu dos Recreios, le 29 mars 1974, pour protester et dénoncer la dictature. Son organisation a été mise en difficulté ; la rencontre fut initialement interdite et l'évènement n'avait toujours pas démarré plusieurs heures avant le moment prévu pour l'ouverture. Cependant, le Colisée fit finalement salle comble et une foule de six à sept mille personnes se rassembla dans la rue, la participation étant un acte de protestation contre la dictature. La censure de l'Estado Novo mit un mois à analyser les paroles des chansons et des poèmes présentés et, après plusieurs retouches et censures, trente chansons et poèmes furent interdits. La Polícia de Segurança Pública (PSP) et la Garde nationale républicaine (GNR), prêtes à disperser la foule, ne reçurent pas l'ordre de dispersion, car le nombre de personnes était immense, et les autorités décidèrent finalement qu'il valait mieux laisser le spectacle se dérouler, mais avec toute la censure mise en place.
L'impatience envahissait le public, tandis que l'indignation montait parmi les chanteurs, et même si certains pensaient qu'il valait mieux refuser de jouer dans de telles conditions, après mûre réflexion, ils décidèrent de se produire malgré tout par respect pour le public. Avec une qualité sonore médiocre et des positionnements politiques variés, le début du spectacle est difficile. Après la première représentation, qui n'a pas recueilli la ferveur du public, la chanson Canta, canta amigo, d'António Macedo, connue dans les milieux de l'opposition au régime, fut entonnée dans un chœur épars et dut être brusquement interrompue par les musiciens. Avec la performance de Carlos Alberto Moniz et Maria do Amparo, et la guitare profonde de Carlos Paredes, le public se calma. Cependant, la performance de José Carlos Ary dos Santos captiva le public, avec son art déclamatoire puissant :  « SARL, SARL, SARLa pança do patrão não lhe cabe na pele/a mulher do gerente não lhe cabe na cama/ /S .AR.L., SARL, SARL/o cabedal estoira/e o capital derrama… » ; qui fut reçu par de chaleureux applaudissements. Le poète appartenait à l'opposition depuis les années 60 et avait rejoint le Parti communiste portugais (PCP) en 1969, se faisant connaître pour ses paroles audacieuses dans des environnements difficiles, comme les festivals de télévision, en travaillant avec la jeunesse musicale, dont « l'irrévérence et le volontarisme compensaient une conscience antifasciste inégale », comme Fernando Tordo ou Tonicha. Le spectacle s'accéléra avec la performance de Manuel Freire, José Barata Moura, Fernando Tordo, Intróito, Adriano Correia de Oliveira et José Afonso. Dans les lieux, implicitement ou explicitement, tout le monde faisait partie d'un mouvement informel qui, en chantant, combattait le fascisme et la guerre coloniale portugaise. Avec la mort du dictateur Oliveira Salazar quelques années plus tôt, Marcelo Caetano avait pris le pouvoir, et le régime se poursuivait, avec censure, traques policières, emprisonnements, torture, tribunaux pléniers, guerre coloniale, etc. Dans le public, la chanson Os Vampiros de José Afonso est fredonnée, mais sans paroles puisque, lors de sa sortie en 1963, elle avait été aussitôt interdite ; dès lors la police ne parvint plus à contenir l'effervescence des lieux. La police politique du PIDE/DGS, les agents de la censure et les officiels du PSP regardaient et surveillaient, identifiaient des chanteurs, prenaient des notes sur ce qui se passait, notaient les noms des personnalités les plus connues du public, en majorité des jeunes. Tout était utilisé pour affronter le régime et les forces de police présentes, comme, par exemple Manuel Freire affirmant avoir « oublié les paroles de certaines chansons en chemin », ce qui suscita de vives réactions dans le public, applaudissements et sifflets dans le public complice, qui savait bien à quoi il faisait référence. José Jorge Letria déclara « J'aimerais chanter, si je pouvais… », ce qui suscita davantage encore d'applaudissements et de rires. Lors de la cérémonie de remise des prix, Adelino Gomes, déclara : « cette distinction ne récompense pas le travail individuel d'une personne, mais ce que certains d'entre nous ont essayé de dire et qu'il leur a été interdit de dire. Elle honore également ce que beaucoup d'entre vous souhaiteraient avoir entendu et que vous n'avez pas eu le droit d'entendre », ce à quoi le public répondit en criant à plusieurs reprises : « fascistes, fascistes ! ».
José Afonso chanta et chanta encore Grândola, Vila Morena, l'une des rares chansons qui put échapper à la censure, dont les paroles furent reprises par les milliers de personnes présentes.

### Révolution d’Avril
Dans le public de la Première Rencontre de la chanson portugaise étaient présents plusieurs des capitaines qui ont joué un rôle dans la journée révolutionnaire du 25 avril, dont les préparatifs étaient déjà très avancés, et il avait déjà été décidé que le signal pour commencer les opérations serait deux chansons diffusées à la radio. Rádio Renascença fut choisie parce que les médias militaires ne couvraient pas l'ensemble du pays, du moins pas de manière fiable et audible. Tout se déroula dans le plus grand secret. Le premier signal choisi fut la chanson E Além do Adeus de Paulo de Carvalho, émise par Emissores Associados de Lisboa pour donner l'ordre aux militaires de Lisbonne de se préparer à avancer, diffusée à 22h55 . Les paroles de la chanson étaient innocentes et elle avait remporté le Festival RTP da Canção 1974 ; elle était également présentée au Concours Eurovision de la chanson 1974, ce qui explique son choix. Le deuxième signal visait à donner le feu vert aux militaires participant au coup d’État, en particulier ceux les plus éloignés de Lisbonne, et constituait le mot de passe fondamental. Dans un premier temps, la chanson Venham mais Cinco de José Afonso avait été choisie, mais à la fin de la période préparatoire, on s'aperçut que la chanson figurait sur la liste des chansons interdites sur Rádio Renascença, la chaîne catholique, et que sa diffusion dans l'émission Limite de la radio, qui était à la base prévue, était interdite. Devant la nécessité de choisir une chanson qui ne fût pas interdite, c'est finalement Grândola, Vila Morena qui fut préférée, celle qui avait été si fortement acclamée par le public lors de la Première Rencontre de la Canção Portuguesa. L'ordre des opérations fut modifié et, à minuit passé de vingt minutes le 25 avril, la voix forte de l'annonceur fut entendue, récitant les quatre premiers vers de la chanson : « Grândola, Vila Morena/ Terra da fraternidade/ O povo é quem mais ordena/ dentro de ti, ó cidade ». Depuis le début du soulèvement militaire comme signal populaire, la chanson est devenue l'hymne de la révolution.
Le 30 avril 1974, José Afonso se rendit jusqu'à l'aéroport de Lisbonne pour recevoir ses camarades exilés, principalement José Mário Branco et Luis Cília, qui produisaient[Quoi ?] depuis 1960, avec leur chanson d'intervention, à tous ceux[Quoi ?] qui avaient quitté le Portugal pour diverses raisons. principalement autour de Paris. Arrêté en 1962 lors d'une forte vague répressive de la PIDE à Coimbra, lors de la crise académique de 1962, José Mário s'exila à Paris en 1963, et peu de temps après quitta le PCP, dans les rangs duquel il militait. Luís Cília rejoignit le PCP l'année même de son exil à Paris, en 1963. Lors de leur retour au Portugal, ils se trouvèrent par hasard dans le même avion que le secrétaire général du PCP, Álvaro Cunhal, et tous étaient très attendus par José Afonso, José Jorge Letria, Adriano Correia de Oliveira, José Duarte, Ary dos Santos, lors d'une rencontre qualifiée d'« émouvante et enthousiaste », où, s'embrassant, ils chantèrent, levant les poings, à Grândola, Vila Morena.

### Héritage
Grândola, Vila Morena est devenue une chanson politique avec une forte identité, symbole de protestation contre le gouvernement, car elle a été choisie par le Mouvement des capitaines, appelé Mouvement des Forces armées après la révolution, comme deuxième signe pour mettre les militaires rebelles en marche. La chanson continue d'avoir un impact sur la société portugaise, et elle est chantée lors de certaines manifestations politiques (comme la fête du Travail). Elle est devenue un patrimoine culturel du Portugal, en tant qu’hymne sacré de protestation et symbole de lutte populaire . Au début de 2013, elle représente à nouveau une forme de protestation, en étant utilisée contre le gouvernement de Pedro Passos Coelho, au cours du XIXe Gouvernement constitutionnel, de coalition entre le PSD et le CDS-PP, pour « avoir appliqué une politique d'austérité excessivement stricte dictée par Bruxelles [ l'Union européenne] ». En février de la même année, dans les tribunes de l'Assemblée de la République, alors que le Premier ministre Passos Coelho parlait, un groupe de manifestants l'interrompit pendant de longues minutes en chantant Grândola, Vila Morena. Les manifestants furent emmenés hors de l'hémicycle par des membres de la police, qui « semblaient avoir honte » d'avoir interrompu cet acte de protestation pacifique, devenu sacré par le recours à la chanson de Zeca Afonso. La chanson fut chantée par des militants de la gauche traditionnelle et se répandit dans une grande partie de la société portugaise. Le 2 mars 2013, le mot d'ordre était de chanter Grândola dans tous les lieux où des rassemblements populaires étaient prévus. Au premier semestre 2013, les journaux nationaux et internationaux associaient à la chanson plusieurs adjectifs ou expressions tels que : révolutionnaire, emblème unitaire, train, locomotive, réactions émotionnelles, mais aussi « le dernier drapeau protecteur ». La chanson, intensément invoquée, fait référence aux acquis sociaux du 25 avril et à la démocratisation, ainsi qu'à l'entrée dans l'Union européenne, alors mise en péril par la crise économique et financière. Grândola aurait alors signifié le maintien de la démocratie au Portugal, contre la « dictature venue de Bruxelles », capitale de facto de l'Union européenne. Lors de manifestations au cours du même semestre, elle fut chantée en Espagne par le Mouvement 15-M. Il existe une sorte d’aura et de respect pour la chanson dans la société portugaise, assurés par le passé et le présent.
Plusieurs artistes de différents pays ont enregistré des reprises de Grândola, Vila Morena, notamment les Portugais Amália Rodrigues, Iris, Carlos Martins, Roberto Leal, UHF, et Dulce Pontes, ; au niveau international, elle a notamment été interprétée par Nara Leão, Franz Josef Degenhardt, Charlie Haden, Autoramas, et Rotten Boys.

## Analyse

### Contexte
José Afonso a écrit cette chanson après une visite à Grândola, petite ville située dans la région aride et au paysage monotone de l'Alentejo, qui correspond presque à tout le sud du Portugal. Le marron ou brun (moreno) est la couleur des champs secs, de l'argile et de la terre, des troncs de liège écorchés, des maisons souvent ravagées par la pauvreté et des visages de leurs habitants frappés par le soleil. C'est une région de grands domaines agricoles, avec des champs de céréales, des oliveraies, des forêts de chênes-lièges et des pâturages principalement secs, avec seulement quelques chênes verts (azinheiras) isolés donnant un peu d'ombre. Pendant des siècles, les gens se sont déplacés à travers la campagne en tant que travailleurs saisonniers, migrant en groupes, pour gagner leur vie en tant que journaliers au bénéfice des propriétaires terriens. Ils ont essayé de rendre plus supportable le monotone travail des champs au moyen de vieilles chansons rythmées et des chants de travail. Parmi les travailleurs agricoles de l'Alentejo, qui espéraient une redistribution des terres agricoles, le Parti communiste portugais et la révolution du 25 avril bénéficiaient d'un soutien considérable. Il y a eu des occupations de terres, des expropriations et des collectivisations à grande échelle, même si bon nombre d'entre elles avaient été annulées par les gouvernements jusqu'alors. Le mécontentement, outre les forces armées, imprègne également la population, en particulier les étudiants, les intellectuels, le prolétariat et la paysannerie du sud du pays (la région industrielle de Lisbonne et de l'Alentejo), qui étaient dans une situation sociale de grande agitation. Sous la pression de la censure et de la police secrète, le mécontentement ne pouvait s'exprimer qu'en secret ou spontanément, notamment lors d'événements culturels dans lesquels des compositeurs comme José Afonso se produisaient (les textes des chansons devaient cependant être soumis à la censure préalable).

### Structure
La chanson semble avoir six quatrains, cependant, avec la progression du contenu, qui n'apparaît que dans les strophes un, trois et cinq, on peut dire qu'elle a une structure en tercets, où la seconde moitié de chaque strophe a le caractère répétitif d'un refrain. Le poème emploie une sorte de rimes alternées (abab), d'une manière qui n'est toutefois pas totalement cohérente et selon une structure typique de la poésie populaire portugaise médiévale, en redondilha maior et avec des vers heptasyllabiques. Le rythme régulier utilisé comme figure de style dans la version chantée fait involontairement penser à un groupe de personnes marchant à travers le pays. Dans la version enregistrée la plus célèbre, le son de pas rythmés sur le gravier définit le rythme de la chanson et évoque, par exemple, la marche libératrice des militaires insurgés vers Lisbonne. Le langage est simple, avec l'emploi de nombreux substantifs, qui apparaissent comme des maisons individuelles, des arbres ou des rochers dans un vaste paysage. Le seul véritable adjectif, morena, donne à l'ensemble une coloration décisive. Même les quelques verbes du début n’apportent pratiquement aucune dynamique à ce scénario. En contradiction avec cette immobilité apparente, se trouvent les termes du domaine humain et social tels que fraternité (fraternidade), égalité (igualdade), serment (juramento), compagnons (companheiro), qui détonnent dans une chanson typiquement folklorique. Le refrain qui prend le relais en contrepoint après le premier couplet confère au texte force et puissance. La voix grave et masculine, le rythme donné par la cadence presque militaire, la mise au second plan ses instruments afin qu'ils n'interfèrent pas avec le message, confèrent au chant une austérité anthémique : unité, force, invincibilité ; sensation qui est commune à d’autres chansons de la région de l’Algarve.
José Afonso utilise les formes des chansons traditionnelles, mais génère quelque chose de nouveau dans la forme et le contenu. La structure strophique de Grândola est similaire à celle des chants de travail, dans lesquels une demi-strophe est présenté par un « meneur » puis reprise par le chœur avec de légères variations : ici, les strophes individuelles sont répétées avec la même forme, mais dans un ordre différent. À travers cette structure dialoguée, la chanson développe déjà le thème de la relation de solidarité entre le « meneur » et le collectif qui répond. Simultanément, quelque chose de la revendication pédagogique de la « sensibilisation », que Canto livre en contraste avec le chant populaire traditionnel, est suspendu dans cette interaction : le chœur apprend, pour ainsi dire, de ce qui est dit antérieurement — tout comme les trois strophes reflètent le développement de la propre conscience de ce dernier.

### Contenu
Dans la première strophe, la ville est personnalisée avec une sensualité féminine (morena, « brune ») et devient la métonymie de sa population (terra da fraternidade, « terre de fraternité »). Dans le dialogue avec Grândola, la structure du dialogue est répétée, recevant des éloges de l'interlocuteur — comme une ode ou un hommage à Grândola. Grândola est aussi le groupe de personnes qui y vivent et, par conséquent, em cada cara um amigo (« dans chaque visage un ami »). L'interlocuteur lance un appel à la population en tant que collectif, unissant la « terre » (terra) et « le peuple » (o povo), à l'instar de l'idéal communiste souhaité dans lequel « le peuple est celui qui commande le plus » (o povo é quem mais ordena). Dans la deuxième strophe, l’approche est plus individuelle, en étant ami de tous, dans une atmosphère d’égalité et d’harmonie dans l'humanité. Le troisième couplet a été modifié par José Afonso au moment de l'enregistrement. Le chêne vert (azinheira) a été ajouté, étant un arbre emblématique du paysage de l'Alentejo, fort et avec une longévité qui lui confère une sorte d'indestructibilité. Dans cette terre, dans laquelle il est enraciné, avec des traditions de luttes pour la liberté, le poète s'engage solennellement et définitivement dans la lutte (jurei ter por companheira, Grândola, tua vontade, « J'ai juré d'avoir pour compagne, Grândola, ta volonté »). Le vers le plus frappant du poème est o povo é quem mais ordena (« Le peuple est celui qui commande le plus »), en contraste frappant avec la dictature de l'époque.
Le relatif manque de contenu est un corrélat entre les réalités physiques et humaines dont la chanson fait le portrait, et contient tout ce qui est essentiel à son analyse. Les conditions de vie extérieures des habitants de l'Alentejo sont explicitées par certains éléments et ensuite approfondies par la répétition — essentiellement l'image de Grândola, la ville brune, qui, comme l'ombre protectrice du chêne vert, tend à exprimer la dureté de la vie sur une terre imprégnée par le soleil et la sécheresse, c'est-à-dire les « réalités ». Mais en contradiction avec celles-ci se trouve l’extraordinaire réalité humaine qui, pour ainsi dire, fermente dans cette ville. La valeur traditionnelle de fraternité est donc très proche des habitants de l'Alentejo, liés depuis des temps immémoriaux aux formes collectives de travail. Le chêne vert ancien est un signe de ces valeurs humanistes, mais aussi une valeur révolutionnaire, étant un concept similaire à l'égalité. Les complétant, dans un trio de valeurs révolutionnaires, est la liberté, qui semble avoir été acquise par le peuple, qui est celui qui doit désormais gouverner. La chanson met l’accent sur l’idée de solidarité, qui apparaît comme une forme d’amitié spontanée à chaque coin de rue (em cada esquina), sur chaque visage (em cada rosto). Les termes fraternité, égalité, et volonté ont comme signification, de manière simple et efficace, que seule l'union d'hommes égaux entre eux permet l'action et la volonté d'aller de l'avant. L'environnement dans lequel on vit est présenté comme une réalité présente, à Grândola, o povo é quem mais ordena (« le peuple est celui qui commande le plus »). La chanson, écrite plusieurs années avant la révolution, acquiert une vision utopique, et ainsi la période de la dictature (quand le peuple ne gouvernait pas) est présente, mais comme un souvenir menaçant.